# Bonnières, Pas-de-Calais
Bonnières är en kommun i departementet Pas-de-Calais i regionen Hauts-de-France i norra Frankrike. Kommunen ligger i kantonen Auxi-le-Château som tillhör arrondissementet Arras. År 2022 hade Bonnières 667 invånare.

## Befolkningsutveckling
Antalet invånare i kommunen Bonnières
| Referens: INSEE |